# فرایند تحلیل سلسله‌مراتبی
فرایند تحلیل سلسله مراتبی یکی از روش‌های تصمیم‌گیری است. واژه AHP مخفف عبارت Analytical Hierarchy process به معنی فرایند تحلیل سلسله مراتبی است. انتخاب سنجه‌ها یا criterion بخش اول تحلیل در AHP است. سپس نامزدها براساس سنجه‌های شناسایی شده ارزیابی می‌شوند. واژه گزینه‌ها هم معنای واژه alternative یا candidates بوده و به جای هم به‌کار می‌روند. علت سلسله مراتبی خواندن این روش آن است که ابتدا باید از اهداف و راهبردهای سازمان در راس هرم آغاز کرد و با گسترش آن‌ها سنجه‌ها را شناسایی کرد تا به پایین هرم برسیم.
این روش یکی از روش‌های پرکاربرد برای رتبه‌بندی و تعیین اهمیت عوامل است که با استفاده از مقایسات زوجی گزینه‌ها به اولویت بندی هر یک از معیارها پرداخته می‌شود. چنانچه گزینه‌ها یا معیارها زیاد باشد تشکیل ماتریس مقایسات زوجی کار دشواری است.

## چالش اصلی
بی‌تردید چالش‌برانگیزترین بخش این روش، ماتریس مقایسات زوجی است؛ به‌ویژه زمانی که ابعاد ماتریس بزرگ می‌شود. در چنین شرایطی، خبرگان نه تنها قادر به ارائه قضاوتی دقیق نیستند، بلکه در بسیاری از مواقع حتی تکمیل یک ماتریس بزرگ نیز برایشان دشوار یا غیرممکن می‌شود. از سوی دیگر، مشکلاتی مانند عدم دسترسی همیشگی به خبرگان و محدودیت‌های زمانی و هزینه‌ای، ضرورت بهبود و تکامل این روش را دوچندان کرده است.
برای رفع این موانع، رویکردهای جایگزین و اصلاح‌شده‌ای معرفی شده‌اند. یکی از مشهورترین آن‌ها روش BWM (Best Worst Method)  است که مقایسه‌ها را تنها بر اساس بهترین و بدترین گزینه‌ها انجام می‌دهد و بدین ترتیب فرآیند قضاوت بسیار ساده‌تر و دقیق‌تر می‌شود. همچنین، روش رأی‌گیری ترجیحی از دیگر بهبودهای کاربردی است که در آن خبرگان به جای پر کردن ماتریس‌های پیچیده، تنها با مرتب‌سازی معیارها یا گزینه‌ها و وزن‌دهی به کمک تکنیک‌های رأی‌گیری، نظر خود را به‌سادگی و با شفافیت منتقل می‌کنند.
در مجموع، می‌توان گفت که این بهبودها موجب شده‌اند تا روش‌های تصمیم‌گیری چندمعیاره نه تنها در حوزه‌های پژوهشی بلکه در مسائل واقعی و عملی نیز قابل استفاده و اثربخش باشند.

## ساختار AHP
هدف تکنیک فرایند تحلیل سلسله مراتبی انتخاب بهترین گزینه براساس معیارهای مختلف از طریق مقایسه زوجی است. این تکنیک برای وزن‌دهی به معیارها نیز استفاده می‌شود. چون افزایش تعداد عناصر هر خوشه مقایسه زوجی را دشوار می‌کند بنابراین معمولاً معیارهای تصمیم‌گیری را به زیرمعیارهایی تقسیم می‌کنند.
معیار: آن چیزی است که براساس آن انتخاب می‌کنید مثلاً در انتخاب یک مدیر برای سازمان، معیارهای تصمیم‌گیری تحصیلات، پیشینه، شخصیت و … است.
گزینه: آن چیزی است که از میان آن انتخاب می‌کنید مثلاً در انتخاب یک مدیر کاندیداهای موجود همان گزینه‌ها هستند.
مدل‌های زیر به عنوان مدل‌های معروف در مدل AHP مورد استفاده قرار می‌گیرند.
- هدف – معیار
- هدف – معیار – زیرمعیار
- هدف – معیار – گزینه
- هدف – معیار – زیرمعیار – گزینه

در یک مدل فرایند تحلیل سلسله‌مراتبی ممکن است بخواهید فقط معیارها را تعیین وزن کنید. ممکن است زیرمعیارهایی نیز وجود داشته باشد و هدف تعیین وزن زیرمعیارها باشد. مدل کلاسیک AHP شامل هدف، معیار و گزینه است.
نکته‌ای بسیار مهم و کلیدی در این روش، سازوکار ویژه‌ای است که فراهم می‌کند. از همان ابتدای معرفی و به‌کارگیری این روش توسط متخصصان، بحث‌ها و چالش‌های متعددی پیرامون آن شکل گرفت. این بحث‌ها سبب شدند تا در گذر زمان، برخی مراحل بهبود یابند یا حتی جای خود را به روش‌های کارآمدتر بدهند.

## توضیح مختصر روش
فرض کنید n گزینه و m سنجه برای ارزیابی آن‌ها داشته باشیم. گام‌های این روش به شرح زیر است
- ۱- تعیین سنجه‌ها
- ۲- مقایسه زوجی هر دو رقیب (n*(n-۱)/۲ مقایسه) برای هر سنجه و تشکیل ماتریس n*n رقبا که درایه‌های آن اعدادی در فاصله‌ای مشخص اند و برتری نسبی یکی را بر دیگری بیان می‌کنند؛ مثلاً: اگر طرح i از طرح j خیلی بهتر باشد به عنصر aij عدد ۵ نسبت می‌دهیم پس: ۵/۱=aij
- ۳- بدست آوردن وزن هر رقیب برای این سنجه (یعنی یک بردار ۱xn) که این کار با انجام یک سری عملیات سطری- ستونی بر روی ماتریس گام قبل واستفاده از روش ویژه-بردار یا eigenvector انجام می‌شود و برداری بدست می‌آید که جمع عناصر آن یک و مقدار عنصر iام آن وزن رقیب iام را برای این سنجه نشان می‌دهد.
- ۴-گام‌های ۱ تا ۳ را برای تمام سنجه‌ها انجام دهید تا در نهایت m بردار n تایی بدست آید و با در کنار هم گذاردن آن‌ها یک ماتریس mxn تشکیل شود.
- ۵- مقایسه جفت جفت خود سنجه‌ها و بدست آوردن وزن هر یک از آن‌ها از روی ماتریس سنجه‌ها که برتری سنجه‌ها را نسبت به هم نشان می‌دهد (یک بردار ۱xm)

1. ضرب بردار وزن سنجه‌ها در ماتریس mxn و در نهایت بدست آوردن وزن نهایی هر رقیب
2. آزمون سازگاری برای نبود تناقض در تخصیص اعداد برتری طرح‌ها در مقایسه با سنجه‌ها

مسئله دیگری که در همین زمینه مطرح می‌شود AHP گروهی است که در آن گروهی از افراد نظرات خود را ارائه می‌کنند و در سیستم‌های خبره نیز کاربرد دارد.

## سازگاری در قضاوت‌ها
تقریباً تمامی محاسبات مربوط به فرایند تحلیل سلسله مراتبی بر اساس قضاوت اولیه تصمیم گیرنده که در قالب ماتریس مقایسات زوجی ظاهر می‌شود، صورت می‌پذیرد و هر گونه خطا و ناسازگاری در مقایسه و تعیین اهمیت بین گزینه‌ها و شاخص‌ها نتیجه نهایی به دست آمده از محاسبات را مخدوش می‌سازد. نرخ ناسازگاری که در ادامه با نحوه محاسبه آن آشنا خواهیم شد، وسیله‌ای است که سازگاری را مشخص ساخته و نشان می‌دهد که تا چه حد می‌توان به اولویتهای حاصل از مقایسات اعتماد کرد. برای مثال اگر گزینه A نسبت به B مهم‌تر (ارزش ترجیحی ۵) و B نسبتاً مهم‌تر (ارزش ترجیحی ۳) باشد، آنگاه باید انتظار داشت A نسبت به C خیلی مهم‌تر (ارزش ترجیحی ۷ یا بیشتر) ارزیابی گردد یا اگر ارزش ترجیحی A نسبت به B، ۲ و B نسبت به C، ۳ باشد آنگاه ارزش A نسبت به C باید ارزش ترجیحی ۴ را ارائه کند. شاید مقایسه دو گزینه امری ساده باشد، اما وقتیکه تعداد مقایسات افزایش یابد اطمینان از سازگاری مقایسات به راحتی میسر نبوده و باید با به‌کارگیری نرخ سازگاری به این اعتماد دست یافت. تجربه نشان داده است که اگر نرخ ناسازگاری کمتر از ۱۰/۰ باشد سازگاری مقایسات قابل قبول بوده و در غیر اینصورت مقایسه‌ها باید تجدید نظر شود. قدم‌های زیر برای محاسبه نرخ ناسازگاری به کار گرفته می‌شود:
گام ۱. محاسبه بردار مجموع وزنی: ماتریس مقایسات زوجی را در بردار ستونی «وزن نسبی» ضرب کنید بردار جدیدی را که به این طریق بدست می‌آورید، بردار مجموع وزنی بنامید.
گام ۲. محاسبه بردار سازگاری: عناصر بردار مجموع وزنی را بر بردار اولویت نسبی تقسیم کنید. بردار حاصل بردار سازگاری نامیده می‌شود.
گام ۳. بدست آوردن Lmax، میانگین عناصر برداری سازگاری Lmax را به دست می‌دهد.
گام ۴. محاسبه شاخص سازگاری: شاخص سازگاری به صورت زیر تعریف می‌شود: CI=(Lmax-n)/(n-1)
که n عبارتست از تعداد معیارهای موجود در مسئله
گام ۵. محاسبه نسبت سازگاری: نسبت سازگاری از تقسیم شاخص سازگاری برشاخص تصادفی بدست می‌آید. CR=CI/RI
نسبت سازگاری ۰٫۱ یا کمتر سازگاری در مقایسات را بیان می‌کند.
شاخص تصادفی از جدول زیر استخراج می‌شود.
جدول۱: شاخص سازگاری تصادفی (RI)
| ۱۵   | ۱۴   | ۱۳   | ۱۲   | ۱۱   | ۱۰   | ۹    | ۸    | ۷    | ۶    | ۵    | ۴   | ۳    | ۲ | n  |
| ۱٫۵۹ | ۱٫۵۷ | ۱٫۵۶ | ۱٫۴۸ | ۱٫۵۱ | ۱٫۴۹ | ۱٫۴۵ | ۱٫۴۱ | ۱٫۳۲ | ۱٫۲۴ | ۱٫۱۲ | ۰٫۹ | ۰٫۵۸ | ۰ | RI |

## نرم‌افزارها
نرم‌افزارهای این روش به دو نرم‌افزار اکسپرت چویس (Expert Choice) و سوپر دسیژن (SUPER DECISION) تقسیم می‌شوند نرم‌افزار اول تنها برای حل مدل‌های سلسله مراتبی استفاده می‌شود اما نرم‌افزار دوم نیز هم برای سلسله مراتبی و هم برای تحلیل شبکه ای استفاده می‌شود.

## طراحی پرسشنامه خبره
حال که طرح سلسله مراتبی (درخت تصمیم) را طراحی نمودید، همه چیز مهیاست تا طبق آن نسبت به طراحی پرسشنامه اقدام نمایید.
پرسشنامه مورد استفاده برای تحلیل‌های سلسه‌مراتبی و تصمیم‌گیری چندمعیاره به پرسشنامه خبره موسوم است. پرسشنامه خبره خیلی چیز پیچیده‌ای نیست بلکه دقت و داشتن الگوی مناسب را طلب می‌کند. برای تهیه پرسشنامه خبره از مقایسه زوجی گزینه‌ها استفاده می‌شود و می‌بایست هیچ مقایسه زوجی از قلم نیفتد و گرنه هنگام انجام تحلیل به دردسر بزرگی دچار خواهید شد و دوباره کاری خواهید داشت. برای امتیاز دهی از مقیاس نه درجه ساعاتی به صورت زیر استفاده می‌شود:

### مقیاس امتیاز دهی ۹ درجه ای
| ارزش    | وضعیت مقایسه i نسبت به j               | توضیح                                                                                      |
| ۱       | ترجیح یکسان Equally Preferred          | شاخص i نسبت به j اهمیت برابر دارد یا ارجحیتی نسبت به هم ندارند.                            |
| ۳       | کمی مرجح Moderately Preferred          | گزینه یا شاخص i نسبت به j کمی مهم‌تر است.                                                   |
| ۵       | خیلی مرجح Strongly Preferred           | گزینه یا شاخص i نسبت به j مهم‌تر است.                                                       |
| ۷       | خیلی زیاد مرجح Very strongly Preferred | گزینه i دارای ارجحیت خیلی بیشتری از j است.                                                 |
| ۹       | کاملاً مرجح Extremely Preferred         | گزینه i از j مطلقاً مهم‌تر و قابل مقایسه با j نیست.                                          |
| ۸-۶-۴-۲ | بینابین                                | ارزشهای بینابین را نشان می‌دهد مثلاً ۸، بیانگر اهمیتی زیادتر از ۷ و پایین‌تر از ۹ برای i است. |

با استفاده از این مقیاس اعضای شورای شهر هر یک از گزینه‌ها (کاندیداهای شهردار شدن) را بر اساس هر یک از عوامل به صورت زوجی مقایسه می‌کنند. نتایج این مقایسه به صورت زیر است.

## تعیین وزن معیارها در AHP
سطح اول سلسله مراتب را معیارهای اصلی تشکیل می‌دهد. پرسشنامه خبره نخست با مقایسه زوجی معیارهای اصلی بر اساس هدف به تعیین اولویت هر یک از معیارها اصلی می‌پردازد؛ بنابراین باید معیارها را براساس هدف دو به دو با هم مقایسه می‌کنیم. برای مثال شورای شهر تصمیم و ارزیابی زیر را می‌گیرد:
| ماتریس مقایسات | تعهد | تجربه | تحصیلات مرتبط | میانگین هندسی | اوزان نرمال شده |
| تعهد           | ۱    | ۱     | ۲             | ۱٫۲۶          | ۰٫۳۶            |
| تجربه          | ۱    | ۱     | ۵             | ۱٫۷۱          | ۰٫۵۰            |
| تحصیلات مرتبط  | ۰٫۵  | ۰٫۲   | ۱             | ۰٫۴۶          | ۰٫۱۴            |

همان‌طور که ملاحظه می‌شود در ماتریس مقایسات زوجی، اعداد بخش پایین ماتریس معکوس اعداد بخش بالای ماتریس هستند.
توجه نمایید که پیش فرض روش ahp اعلام نظر یک خبره است. اگر چند خبره پاسخگویی کرده‌اند و می‌خواهید اطلاعات آنرا در نرم‌افزار expert choice وارد کنید، این صفحه سایت را مطالعه نمایید: ورود داده‌های چند پرسشنامه ahp.

### محاسبه وزن‌های نرمال
اکزل و ساعاتی (۱۹۸۳) استفاده از میانگین هندسی را بهترین روش برای ترکیب مقایسات زوجی معرفی کرده‌اند؛ بنابراین از داده‌های هر سطر میانگین هندسی بگیرید. وزن‌های بدست آمده نرمال نیستند.
منظور از وزن نرمال آن است که جمع اوزان برابر ۱ باشد؛ بنابراین میانگین هندسی بدست آمده در هر سطر را بر مجموع عناصر ستون میانگین هندسی تقسیم کنید. ستون جدید که حاوی وزن نرمال شده هر معیار است را بردار ویژه یا Eigenvalue گویند. وزن نهائی هر ماتریس همان ستون بردار ویژه است. (حاصل محاسبات در جدول فوق درج شده است، با ستونی به نام: اوزان نرمال شده)
بر اساس جدول بالا معیار تجربه از بیشترین اولویت برخوردار است. تعهد در اولویت دوم قرار دارد. تحصیلات مرتبط از کمترین اولویت برخوردار است. جدول نهایی مقایسات معیارها به قرار زیر است (توجه کنید که این جدول رتبه‌بندی شده جدول فوق است بر اساس اوزان نرمال):
| ردیف | نام معیار     | ارزش وزنی | رتبه |
| ۱    | تجربه         | ۰٫۵۰      | ۱    |
| ۲    | تعهد          | ۰٫۳۶      | ۲    |
| ۳    | تحصیلات مرتبط | ۰٫۱۴      | ۳    |

توجه داشته باشید که هر معیار ممکن است خود از یک مجموعه زیر معیار تشکیل شده باشد. در اینصورت یک سطح دیگر به مدل AHP اضافه می‌شود.

### نرخ ناسازگاری در روش ای اچ پی
متذکر می‌شود که برای هر جدول مقایسات زوجی می‌بایست نرخ ناسازگاری را محاسبه کنید که البته شیوه محاسبه آن پیچیده است و از حوصله این مقاله خارج است. برای اطلاعات بیشتر در خصوص نرخ ناسازگاری این صفحه را ببینید: نرخ ناسازگاری در ای اچ پی
نرخ ناسازگاری جدول مقایسات بالا برابر ۰٫۰۸۱ می‌باشد که چون کمتر از ۰٫۱ است قابل قبول می‌باشد.

## مقایسه زوجی گزینه‌ها براساس معیارها
پس از تعیین وزن هر یک از معیارها در گام بعد باید گزینه‌ها (کاندیداها) بصورت زوجی بر اساس هر معیار مقایسه شوند. برای مثال مقایسه زوجی گزینه‌ها بر اساس تعهد نشان داده است:
آقای احمدی در مقایسه با خانم موسوی امتیاز ۳ می‌گیرد اما امتیازی برابر با آقای رسولی دارد. همچنین آقای رسولی در مقایسه با خانم موسوی امتیاز ۶ کسب می‌کند. بعد از اینکه مقایسه‌ها انجام شد داده‌ها را به ماتریسی مانند زیر منتقل می‌کنند که همان ماتریس مقایسه زوجی است:
| ماتریس مقایسات زوجی بر اساس معیار تعهد | آقای احمدی | آقای رسولی | خانم موسوی |
| آقای احمدی                             | ۱          | ۱          | ۳          |
| آقای رسولی                             | ۱          | ۱          | ۶          |
| خانم موسوی                             | ۰٫۳۳       | ۰٫۱۷       | ۱          |

### تعیین اولویت گزینه‌ها
گام بعدی تعیین اولویت است. برای تعیین اولویت از مفهوم نرمال سازی (Normalization) که در گام قبلی توضیح داده شد استفاده می‌شود. پس از نرمال کردن وزن هر گزینه بر اساس معیار مورد نظر بدست خواهد آمد.
| ماتریس مقایسات زوجی بر اساس معیار تعهد | آقای احمدی | آقای رسولی | خانم موسوی | میانگین هندسی | اوزان نرمال شده یا اولویت |
| آقای احمدی                             | ۱          | ۱          | ۳          | ۱٫۴۴          | ۰٫۴                       |
| آقای رسولی                             | ۱          | ۱          | ۶          | ۱٫۸۲          | ۰٫۵                       |
| خانم موسوی                             | ۰٫۳۳۳      | ۰٫۱۶۷      | ۱          | ۰٫۳۸          | ۰٫۱                       |

با توجه به پیچیدگی باید از نرم‌افزار Expert Choice یا اینکه از اکسل کمک گرفت
راه حل دیگر استفاده از نرم‌افزار Super Decision است که بیشتر برای ANP مناسب است.
به مقادیر بدست آمده حاصل از محاسبات که ستون اولویت را تشکیل می‌دهند بردار ویژه (eigenvector) گویند.
همین مقایسه‌های زوجی را برای سایر معیارها انجام می‌دهیم. به این ترتیب اولویت هر فرد را براساس هر معیار مانند فوق محاسبه می‌کنیم. مهم همان ستون اولویت‌ها است. در نهایت به ماتریسی مانند زیر خواهید رسید:
| جمع‌بندی مقایسات | تعهد | تجربه | تحصیلات مرتبط |
| آقای احمدی      | ۰٫۴  | ۰٫۴۸  | ۰٫۱۷          |
| آقای رسولی      | ۰٫۵  | ۰٫۴۶  | ۰٫۱۹          |
| خانم موسوی      | ۰٫۱  | ۰٫۰۶  | ۰٫۶۳          |

## محاسبه اولویت نهایی گزینه‌ها و تصمیم‌گیری
اکنون به سادگی با استفاده از میانگین موزون شهردار را انتخاب می‌کنیم.
امتیاز هر گزینه = مجموع حاصلضرب اولویت آن گزینه بر اساس معیار i ضربدر اولویت آن معیار
محاسبه اولویت نهایی آفای احمدی به قرار زیر است:
(۰٫۴۰ * ۰٫۳۶) + (۰٫۴۸ * ۰٫۵۰) + (۰٫۱۷ * ۰٫۱۴)   = ۰٫۴۰۸
به همین ترتیب آقای رسولی ۰٫۴۴۰ امتیاز کسب کرد و خانم موسوی نیز ۰٫۱۵۴ امتیاز بدست آورد.